# Polnisch-rumänische Beziehungen
Polnisch-rumänische Beziehungen sind die außenpolitischen Beziehungen zwischen Polen und Rumänien. Die beiden Länder waren lange Nachbarn, sie haben jedoch derzeit keine gemeinsame Grenze.
Mit der Expansion unter Kasimir dem Großen kam im 14. Jahrhundert Rotruthenien an das Königreich Polen, wodurch Polen und das Fürstentum Moldau eine gemeinsame Grenze erhielten. 1387 legte Petru I Mușat von Moldau gegenüber dem polnisch-litauischen König Władysław II. Jagiełło den Lehnseid ab. Die Lehensbeziehung blieb hundert Jahre bis 1487 bestehen, als Moldau in den Einflussbereich des Osmanischen Reichs kam. Polen-Litauen versuchte in mehreren Kriegen gegen das osmanische Reich die Moldau wieder zu erlangen. Auch zur Walachei bestanden Beziehungen. Die Walachen siedelten sich ab dem Mittelalter in den polnischen Karpaten, insbesondere in den Waldkarpaten/Bieszczady, Beskiden, den Gorce, den Pieninen und der Tatra, an. Zu ihren Nachfahren zählen die Goralen. Siebenbürgen war als Teil Ungarns in regem Austausch mit Polen und Polen-Litauen und mehrfach mit diesem in Personalunion vereint.
Nach dem Ersten Weltkrieg nahmen beide Staaten 1919 diplomatische Beziehungen auf. Rumänien unterstützte die Zweite Polnische Republik im Polnisch-Ukrainischen Krieg 1919, als es unter anderem Pokutien besetzte und den Durchmarsch polnischer Einheiten gestattete. Nach dem Ersten Weltkrieg hatten beide Staaten eine 338 km lange gemeinsame Grenze in den Karpaten und schlossen mehrere Beistandsverträge ab. Der polnische Machthaber Józef Piłsudski hatte eine freundschaftliche Beziehung zum rumänischen Königshaus und machte oft in Rumänien Urlaub. Nach dem Überfall auf Polen 1939 floh die polnische Regierung und der polnische Präsident Ignacy Mościcki sowie zahlreiche polnische Kampfverbände nach Rumänien. Nach dem Zweiten Weltkrieg nahmen beide Staaten 1945 wieder diplomatische Beziehungen auf. Beide Staaten gehörten zum Ostblock. Nach dem Ende des Kalten Krieges traten beide Staaten der EU und der NATO bei. Die Beziehungen sind gut und freundschaftlich. In Polen stationieren rumänische Einheiten und in Rumänien polnische Soldaten im Rahmen der NATO.
Zur polnischen Minderheit in Rumänien bekennen sich einige Tausend Personen, insbesondere im Raum Suceava in der Bukowina, zur rumänischen Minderheit in Polen ebenfalls einige Tausend Personen in den großen Städten.
Polen besitzt eine Botschaft in Bukarest. Rumänien hat eine Botschaft in Warschau.